# Kunstdruckerei Künstlerbund Karlsruhe
Die Kunstdruckerei Künstlerbund Karlsruhe (KKK) wurde im Mai 1897 von Mitgliedern des Karlsruher Künstlerbundes gegründet. Initiiert wurde die Gründung durch Leopold Graf von Kalckreuth und Carlos Grethe. Carl Langhein wurde erster Geschäftsführer des unter der Bezeichnung „Steindruckerei, Langhein. Kunstdruckerei für den Künstlerbund“ gegründeten Betriebes. Der Betrieb blieb über längere Zeit im Wesentlichen im Besitz der Künstler.
1907 gehörte die Kunstdruckerei Künstlerbund Karlsruhe zu den Gründern des Deutschen Werkbundes.

## Geschichte

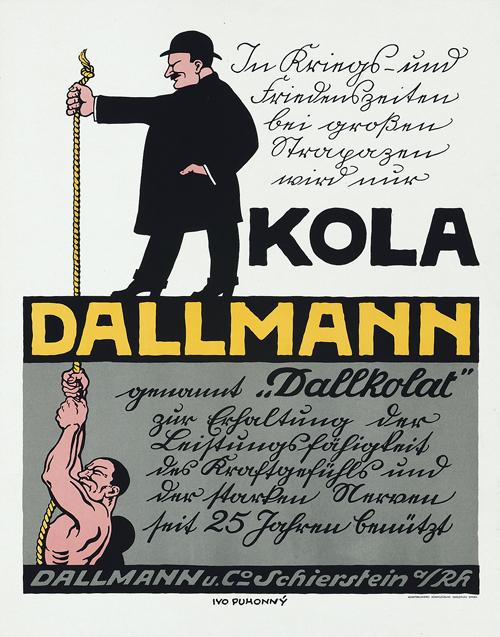
Plakat für die Firma Dallmann & Co. aus dem Jahr 1914 von Ivo Puhonny

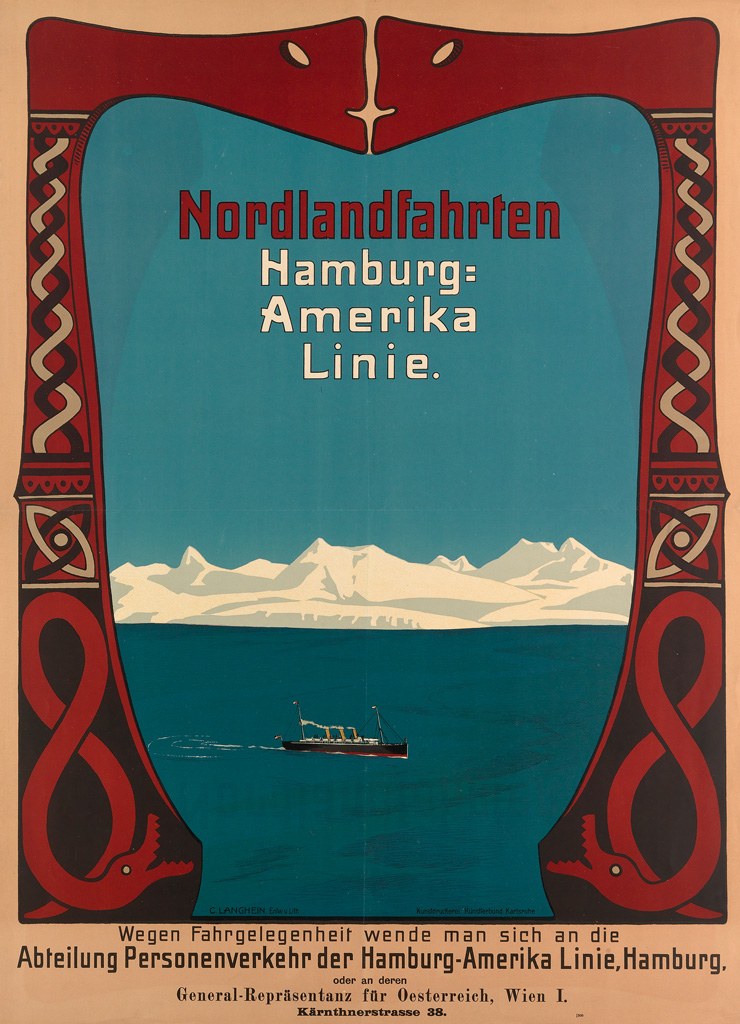
Plakat Nordlandfahrten Hamburg-Amerika Linie aus dem Jahr 1905 von Carl Langhein

Im Jahr 1895 erhielt Leopold Graf von Kalckreuth eine Professur für Malerei an der Kunstakademie in Karlsruhe. Dessen Berufung brachte „Unruhe in die badische Idylle“. Kalckreuth setzte sich maßgeblich für die Förderung der Lithografie ein. Sein Ansporn an die Studenten soll „Kinder malt am Sonntag, in der Woche beschäftigt euch mit Graphik“ gelautet haben. Er sah in der Drucktechnik der Lithografie die Möglichkeit den Künstlern neue Erwerbsquellen zu erschließen. Kalckreuth gelang es mit seinem Assistenten Carl Langhein gegen den Widerstand von Ferdinand Keller aber mit Unterstützung des Großherzogs an der Kunstakademie eine Werkstatt für Lithografie einzurichten.
Der Einsatz für die Lithografie in Karlsruhe stand auf dem Hintergrund der Reformbewegung um die Jahrhundertwende und verfolgte auch Aspekte der Kunsterziehungsbewegung. Gesucht wurde nach Möglichkeiten um künstlerische Werke unmittelbar und unverfälscht mittels Reproduktion in großer Stückzahl optimal wiederzugeben. Es bestand der Wunsch künstlerische Originalwerke in guter Qualität auf preiswerte Weise an den Kunden zu bringen.
Die Kunstdruckerei wurde 1897 mit Carl Langhein als Geschäftsführer unter der Bezeichnung „Steindruckerei, Langhein. Kunstdruckerei für den Künstlerbund“ in der Akademiestraße 35 eröffnet und war organisatorisch der Hasperschen Hofbuchdruckerei von Josef Lang in der Kaiserstraße 235 angeschlossen. Zu den Gründungsmitgliedern gehörten Carlos Grethe, Franz Hein, Leopold Graf von Kalckreuth, Gustav Kampmann und Hans Richard von Volkmann.
Noch im Jahr der Gründung wurde die Haspersche Hofbuchdruckerei an die G. Braunsche Hofbuchdruckerei verkauft. Die Kunstdruckerei wurde damit ein Tochterunternehmen der Braunschen Hofbuchdruckerei, mit Langhein als Betriebsleiter. 1898 wurde der Standort der Kunstdruckerei in die Erbprinzenstraße 10 verlegt. 1901 wurde der Betrieb in eine GmbH umgewandelt und trat ab diesem Zeitpunkt offiziell als Kunstdruckerei Künstlerbund Karlsruhe (KKK) auf.
In der Kunstdruckerei wurde preisgünstige Lithographie als erschwingliche „Kunst für alle“ und als Alternative zu teuren Gemälden hergestellt. Die 1798 erfundene Drucktechnik der Lithographie erlaubte es großformatige Blätter in hohen Auflagen und gleichbleibender Qualität zu drucken. Die Drucke der KKK wurden ab 6 RM angeboten und wurden auch ins Ausland sogar bis in die USA verkauft. Lithographien des Künstlerbundes waren auf der Weltausstellung 1900 in Paris zu sehen. Von 25 auf der Weltausstellung gezeigten Farblithografien stammten 20 aus der Kunstdruckerei des Künstlerbundes. Von besonders erfolgreichen Motiven wurden Auflagen bis zu 10.000 Stück hergestellt. Zu den zahlreichen Künstlern, die diese Lithographien gestalteten, gehörten auch Angehörige der Grötzinger Malerkolonie, wie Otto Fikentscher, Franz Hein und Karl Biese.
In den ersten Jahren wurden in der Kunstdruckerei vor allem künstlerische Farblithographien der Bundmitglieder hergestellt, beabsichtigt wurde aber auch von Anfang an die kommerzielle Nutzung der lithografischen Technik für Drucksachen aller Art für Industrie und Handel, zum einen weil sie auch Industrielle als Gesellschafter hatte, zum andern um „die reichlich einseitig beschränkte Ausdrucksmöglichkeit dieser zu beleben und in freiere, ansprechendere Bahnen zu bringen“.
Die KKK gestaltete Reklame-Drucksachen unter anderem für Palmin von Heinrich Schlinck, Dr. Thompson’s Seifenpulver von Ernst von Sieglin, Baaders Brezeln von Julius Baader in Freiburg im Breisgau, Dallmann & Co. von Ivo Puhonny, Diana-Luftgewehre und Eureka-Waffen von Mayer & Grammelspacher, Meßmer-Tee, Türk & Pabst-Konserven und für die Bremer Reederei Norddeutscher Lloyd. Für das Großherzogtum Baden wurden Briefmarken produziert. Gestaltet und produziert wurden auch Plakate, Weinflaschenetiketten, Preislisten und Verpackungen aller Art.
1901 schloss die KKK mit den beiden Verlagen B. G. Teubner und R. Voigtländer in Leipzig einen Vertrag über die Herausgabe und Vertrieb von künstlerischen Schnellpressendrucken. Die beiden Verlage brachten in den folgenden Jahren etwa 400 Lithografien heraus. Die Mindestauflage betrug 1.000 Stück. Sie wurden zu einem Preis von 1 bis 6 RM angeboten. Sonderdrucke und handsignierte Exemplare kosteten zwischen 30 und 40 RM. Durch den Vertrieb über die beiden Verlage erhielten die Mitglieder des Karlsruher Künstlerbunds neue Ausstellungs-, Publikations- und Absatzmöglichkeiten. Die exklusiven handsignierten Handpressendrucke wurden weiterhin durch die Kunstdruckerei in Karlsruhe hergestellt und vertrieben.
1916 erwarb die Kunstdruckerei das Nachbargebäude an der Erbprinzenstraße 8 und im Jahr 1921 wurde an der Erbprinzenstraße 10 ein Verkaufsladen eröffnet. Ebenfalls ab dem Jahr 1921 besaß die KKK eine eigene Faltschachtel-Abteilung in der bedruckte Faltschachteln und Zigarettenverpackungen hergestellt wurden. Im Jahr 1923 wurde die KKK in eine Aktiengesellschaft umgewandelt. Durch die Übernahme der Kupferstich-Anstalt Carl Metzeroth in Hildburghausen im Jahr 1924 wurde die Produktion um Wanderkarten erweitert. In den 1930er-Jahren erhielt der Betrieb eine Foto- und Reproduktionsabteilung.
1957/58 wurde das zu einem grafischen Großbetrieb angewachsene Unternehmen um die Gebäude an der Erbprinzenstraße 4 und 12 erweitert. Anfang der 1980er-Jahre musste der Betrieb auf die Erbprinzenstraße 4 reduziert werden, bevor er 1984 vollständig eingestellt wurde.

## Kataloge (Auswahl)
- Katalog der Original-Lithographien des Künstlerbund Karlsruhe, Verlag der Kunstdruckerei Künstlerbund Karlsruhe, Karlsruhe 1904 (Digitalisat)
- Katalog der Original-Lithographien, Radierungen, Holzschnitte des Künstlerbund Karlsruhe, Verlag der Kunstdruckerei Künstlerbund Karlsruhe, Karlsruhe 1908 (Digitalisat)